# Eugène-Émile Diaz de la Peña
Eugène-Émile Diaz de la Peña (París, 27 de febrer de 1837 - Colleville, Calvados, 12 de setembre de 1901) fou un compositor i director d'orquestra francès. Era fill del famós pintor Narcisse Virgilio Díaz (1807-1876).
El 1852 entrà en el Conservatori de París on tingué per professors a Reber i Halévy. El 1865 donà al teatre Líric una òpera còmica en dos actes, el Roi Candaule. El 1867, en el concurs organitzat per l'Estat per a la composició de tres grans obres, fou premiada la seva partitura; el llibret imposat als concursants tenia per títol la Coupe du roi de Thulé. Els esdeveniments de 1870, i altres circumstàncies diverses, retardaren la presentació d'aquesta obra fins al 1873, sense que l'estrena fos realment esperançador. Des d'aquella data va publicar diverses melodies vocals; el 1875 feu interpretar un Entre'acte inedit, i el 1890 donà a l'òpera còmica una òpera en quatre actes, Benvenuto, que no tingué gaire èxit.